# Metal Heart
| Críticas profissionais | Críticas profissionais |
| Avaliações da crítica  | Avaliações da crítica  |
| Fonte                  | Avaliação              |
| ---------------------- | ---------------------- |
| allmusic               | [ 1 ]                  |
| Martin Popoff          | [ 2 ]                  |

Metal Heart é o sexto álbum de estúdio de 1985 da banda alemã de heavy metal Accept. Embora o grupo tenha gravado antes no estúdio do produtor Dieter Dierks, este foi o primeiro álbum produzido pelo próprio Dieter. O álbum foi uma tentativa de entrar no lucrativo mercado estadunidense, com canções mais acessíveis, com ênfase em refrões e melodias. Embora tenha dividido a crítica na época de seu lançamento, hoje em dia Metal Heart é tido como uma das melhores gravações da banda.
O álbum contém muitas das canções clássicas do grupo, como "Metal Heart" e "Living for Tonite". A banda também entra no território do jazz com a inusual "Teach Us to Survive".

## Produção
O guitarrista Wolf Hoffmann explicou o conceito por trás do álbum:
| “ | Nós havíamos lido em um artigo que um cara estava trabalhando num coração artificial, e que um dia todos nós teríamos corações computadorizados. Falava, de uma forma geral, de como a humanidade acha o dia-a-dia mais e mais chato, e era trocada por máquinas mais e mais. Não é algo novo agora, mas na época era. Homens versus máquinas, era esse o sentimento. | ” |

O conceito original da capa era um holograma de um coração de metal, mas as considerações sobre o custo da capa resultaram na capa tradicional. Ainda no clima futurista, Metal Heart foi o primeiro álbum do Accept a ter gravação digital.
Wolf lembra de Dieter Dierks como um produtor bastante exigente:
| “ | Tínhamos que tocar algumas partes dezenas de vezes, tentando capturar o que ele tinha em mente para aquela parte específica. Para cada música tentávamos diferentes combinações de guitarras, microfones e até mesmo cordas! | ” |

A canção "Metal Heart" é conhecida por fazer referência a dois temas da música clássica: a "Marcha Eslava" de Tchaikovsky (na introdução) e a "Für Elise" de Beethoven (no riff principal e no solo). A canção teve uma versão cover gravada em 1998 pela banda de black metal Dimmu Borgir. Wolf lembra que eles não tinham noção de como a música se tornaria popular.
"Midnight Mover", sobre um vendedor de drogas, é uma das canções mais comerciais do álbum e foi escolhida para um video clipe que usou a técnica de bullet-time dez anos antes de ela ser popularizada pelo filme The Matrix.
Apesar do apelo mais comercial do álbum, ele perdeu em vendas para Balls to the Wall nos Estados Unidos. O vocalista Udo Dirkschneider lembra que a era compreendida entre Breaker e Metal Heart foi a época em que a banda teve melhor entrosamento. O álbum Metal Heart foi o último álbum da "era dourada" do Accept, uma vez que divergências internas na banda começaram a aparecer pouco tempo depois.
A versão remasterizada digitalmente inclui duas faixas bônus ao vivo: "Love Child" e "Living for Tonite", ambas tiradas do álbum Kaizoku-Ban.

## Faixas
Músicas e letras creditadas a Accept e Deaffy.
| N.º | Título                      | Duração |  |
| 1.  | "Metal Heart"               | 5:19    |  |
| 2.  | "Midnight Mover"            | 3:05    |  |
| 3.  | "Up to the Limit"           | 3:47    |  |
| 4.  | "Wrong Is Right"            | 3:08    |  |
| 5.  | "Screaming for a Love-Bite" | 4:06    |  |
| 6.  | "Too High to Get It Right"  | 3:47    |  |
| 7.  | "Dogs on Leads"             | 4:23    |  |
| 8.  | "Teach Us to Survive"       | 3:32    |  |
| 9.  | "Living for Tonite"         | 3:33    |  |
| 10. | "Bound to Fail"             | 4:58    |  |

## Desempenho nas paradas
| Parada musical                        | Posição |
| ------------------------------------- | ------- |
| Canadian Albums (RPM100)              | 86      |
| Alemanha (Offizielle Deutsche Charts) | 13      |
| Noruega (VG-lista)                    | 9       |
| Suécia (Sverigetopplistan)            | 4       |
| Suíça (Schweizer Hitparade)           | 14      |
| Reino Unido (UK Albums Chart)         | 50      |
| Estados Unidos (Billboard 200)        | 94      |

## Créditos
- Udo Dirkschneider – vocal
- Wolf Hoffmann – guitarra, vocal de apoio
- Jörg Fischer – guitarra, vocal de apoio
- Peter Baltes – baixo, teclados, vocal de apoio
- Stefan Kaufmann – bateria